# Centrum magazynowe
Centrum magazynowe – obiekt przestrzenny z właściwą mu organizacją i infrastrukturą umożliwiającą różnym niezależnym przedsiębiorstwom wykonywanie operacji na towarach w związku z ich magazynowaniem i przemieszczaniem pomiędzy nadawcą i odbiorcą.